# 제1차 세계 대전의 전투 목록
이 문서는 제1차 세계 대전의 전투 목록에 관한 것이다.

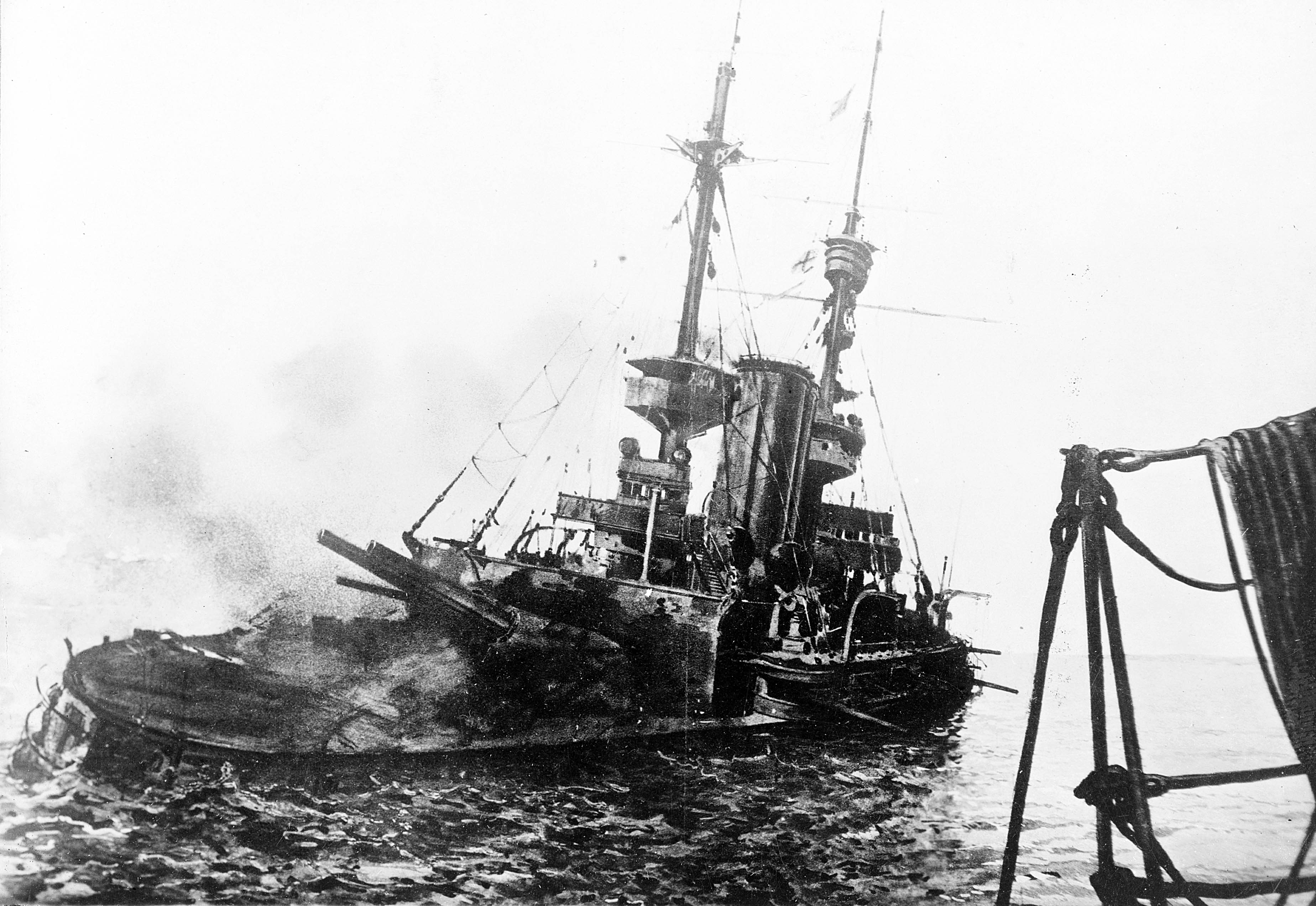
갈리폴리 전투 기간 중 포기된 채 가라앉고 있는 영국 해군 전함 HMS 이리지스터블

전투 교전 목록으로 지상, 해상, 그리고 공중전뿐만 아니라 전역, 작전, 방어선 및 요새까지 망라되어 있다.
‘전역’은 광범위한 전략적 작전이 장기간에 벌어진 것을 의미하고, ‘전투’는 대개 짧은 기간 동안에 제한된 지역에서 벌어진 교전을 가리킨다. 그러나 그런 용어들이 항상 고정적이지는 않다.

## 유럽

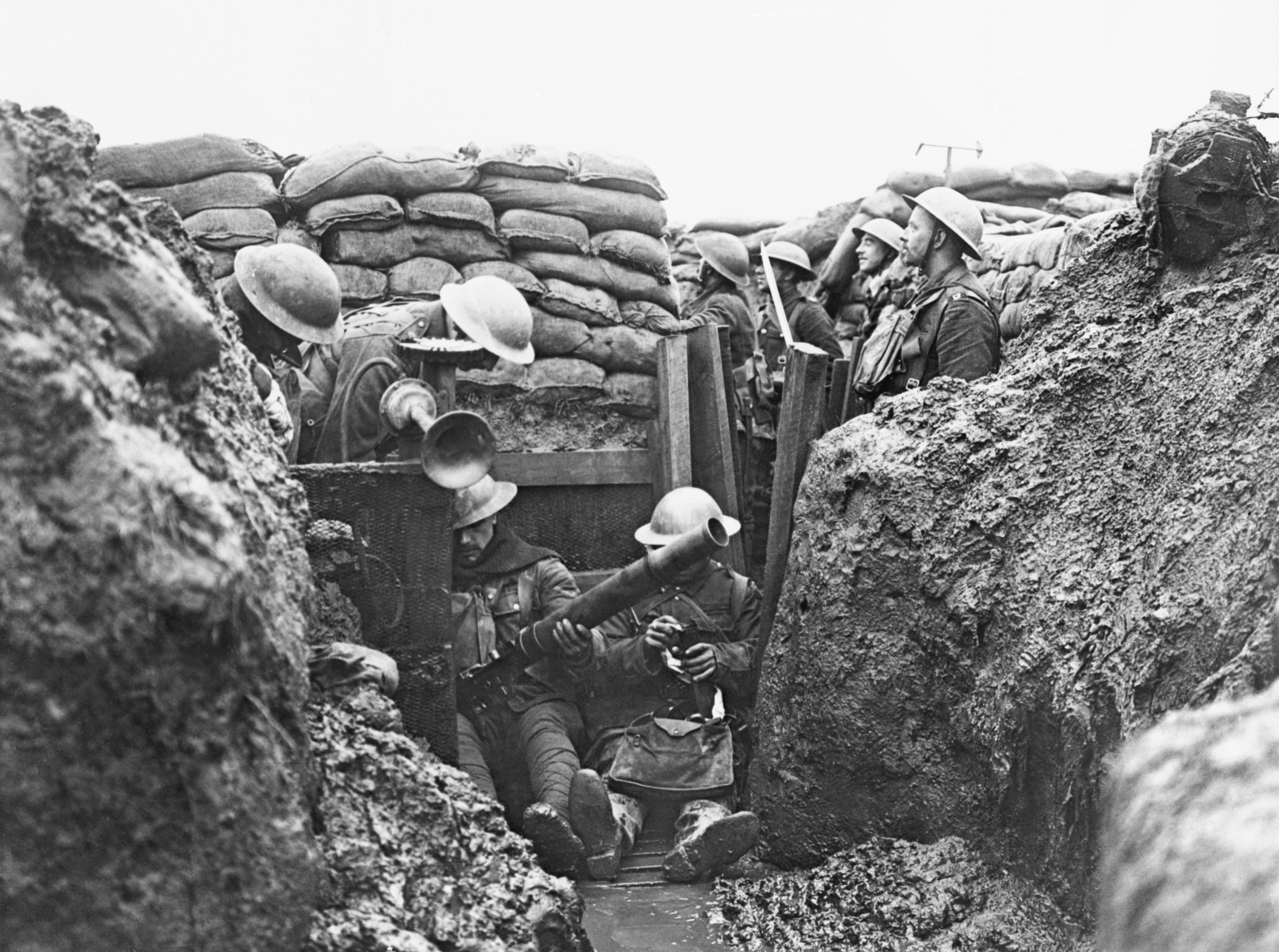
전쟁 기간의 대부분을 서부 전선의 연합군과 독일군은 참호에서 지냈다

### 서부 전선
- 1차 앤(Aisne) 전투
- 루 전투(Battle of Loos)
- 리에주 전투
- 국경 전투
- 비미 능선 전투
- 1차 마른 전투
- 안트워프 포위전
- 긴치(Ginchy) 전투
- 1차 아라스 전투
- 제1차 이프르 전투
- 1차 샴파뉴 전투
- 제2차 이프르 전투
- 2차 앤(Aisne) 전투
- 베르됭 전투
- 훌루흐(Hulluch) 전투
- 솜므 전투
- 캉팅 전투
- 아라스 전투 (1917년)
- 캄브리(Cambrai) 전투
- 2차 마른 전투
- 제3차 이프르 전투
- 아미앵 전투
- 뮤즈-아르곤 공세
- 3차 앤(Aisne) 전투

### 이탈리아 전선
- 1차 이손초 전투
- 2차 이손초 전투
- 3차 이손초 전투
- 4차 이손초 전투
- 5차 이손초 전투
- 트렌티노 공세 또는 아시아고 전투
- 6차 이손초 전투 또는 고리치아 전투
- 7차 이손초 전투
- 8차 이손초 전투
- 9차 이손초 전투
- 10차 이손초 전투
- 11차 이손초 전투
- 12차 이손초 전투 또는 카포레토 전투
- 피아베 강 전투
- 비토리오 베네토 전투

### 동부 전선
- 스탈루포넨 전투
- 굼빈넨 전투
- 타넨베르크 전투
- 렘버그 전투 (1914년)
- 1차 마주리아 호 전투
- 프제미슬(Przemysl) 포위전
- 비스툴라 강 전투
- 우치(Łódź) 전투
- 볼리모프 전투(Bolimov)
- 2차 마주리아 호 전투
- 바르샤바 전투(1915년)
- 브루실로프 공세
- 러시아 혁명

### 코카서스 전역
- 사리카미스(Sarikamis) 전투
- 카라 킬리세(Kara Killisse) 전투
- 코프루코이(Koprukoy) 전투
- 예르주룸(Erzurum) 전투
- 예르진찬(Erzincan) 전투

### 세르비아
- 케르(Cer) 전투
- 콜루바라(Kolubara) 전투

### 그리스
- 바르다르 강의 전투

## 갈리폴리 전투

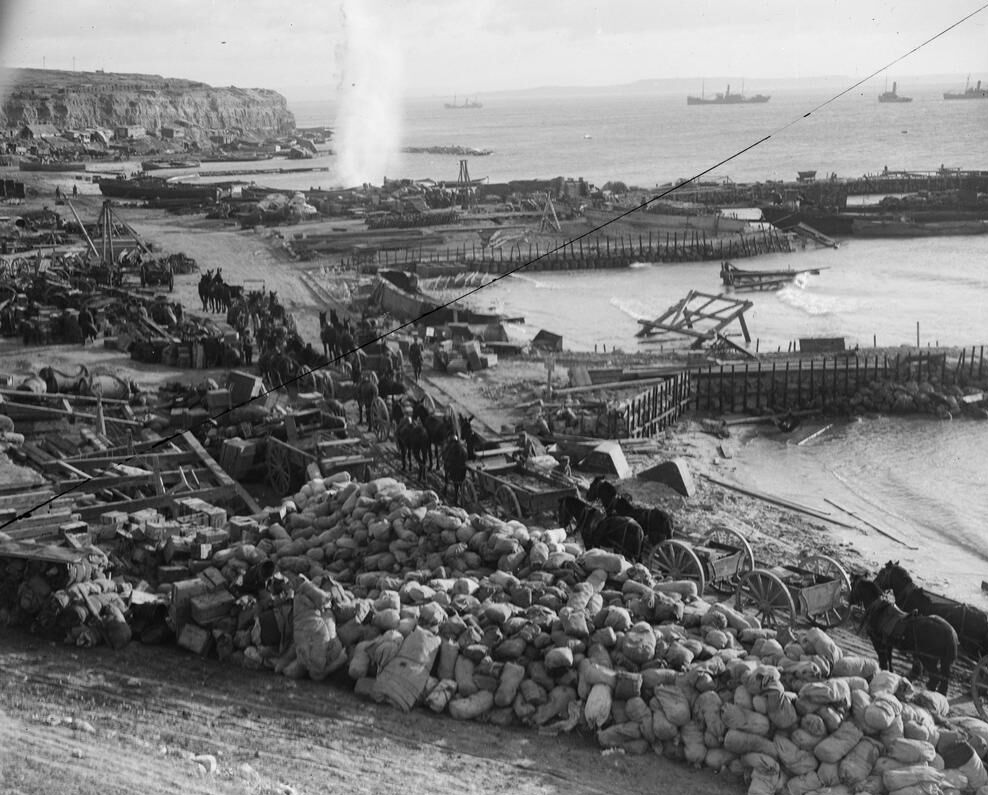
W Beach, Helles, on January 7, 1916, just prior to the final evacuation of British forces during the Battle of Gallipoli.

갈리폴리 전투(“다르다넬스 전역”이라고도 함)는 1915년에서 1916년까지 벌어졌다.
- 네크 전투
- 추누크 바이르(Chunuk Bair) 전투
- 메마른 협곡(Gully Ravine) 전투
- 60 고지 전투 (갈리폴리)
- 크리시아 포도원 전투
- 론 파인(Lone Pine) 전투
- 사리 바이아르(Sari Bair) 전투
- 스키미타르 능선 전투
- 안작 만 상륙
- 헬레스 곶 상륙
- 1차 크리시아(Krithia) 전투
- 2차 크리시아 전투
- 3차 크리시아 전투
- 갈리폴리 전투 기간 중 해군 작전

## 중동 전역

### 시나이 반도 및 팔레스타인 전역
- 1차 수에즈 공세
- 2차 수에즈 공세(로마니Romani 전투)
- 마그드하바(Magdhaba) 전투
- 라파 전투
- 무가르 능선 전투
- 예루살렘 전투
- 다마스쿠스 함락
- 알레포(Aleppo) 전투
- 1차 가자 전투
- 2차 가자 전투
- 3차 가자 전투
- 베에르셰바(Beersheba) 전투
- 메기도(Megiddo) 전투

### 메소포타미아 전역
- 파오 상륙
- 바스라 함락
- 퀴르나(Qurna) 전투
- 아마라 점령
- 나시리예(Nasiriyeh) 전투
- 에스 신(Es Sinn) 전투
- 크테시폰(Ctesiphon) 전투
- 쿠트(Kut) 포위전
  - 셰이크 사드(Sheikh Sa'ad) 전투
  - 와디 전투
  - 한나 전투
  - 두얄리아(Dujaila) 보루 전투
  - 1차 쿠트(Kut) 전투
- 카나킨(Khanaqin) 전투
- 2차 쿠트(Kut) 전투
- 바그다드 함락 (1917년)
- 사마라(Samarrah) 공세
- 제벨 하믈린 전투
- 이스타불라트(Istabulat) 전투
- 라마디 전투
- 티크리트 점령
- 샤르카트(Sharqat) 전투

## 남서아프리카 전역
- 카메룬 함락
- 독일령 서아프리카 식민지 함락 (나미비아)
- 킬리만자로 전투
- 토고 함락
- 탕가 전투 또는 비스(Bees) 전투
- 루지(Ruji) 삼각주 전투
- 오스토르 하이츠(Ostorgh Heights) 전투
- 롱기도(Longido) 전투

## 해전
- 제1차 세계 대전의 해전

### 대서양 전투
- 1차 핼고란트 해전 (1914년)
- 포클랜드 해전 (1914년)
- 도거뱅크 해전(1915년))
- 오트란토(Otranto) 포격 (1915년 ~ 1918년)
- 유틀란트 해전 (1916년)
- 도버 해협 해전 (1917년)
- 2차 핼고란트 해전 (1917년)
- 스카보로(Scarbourough) 및 하틀리풀(Hartlepool) 기습
- 지브루겔(Zeebruge) 기습

### 지중해
- 괴벤과 브레슬라우 추격전 (1914년)
- 갈리폴리 전투 기간 중 해군 작전 (1915년 ~ 1916년)

### 태평양 전선
- 프리유(Friju) 섬 해전 (1914년)
- 뉴기니 전투
- 칭다오 전투 (1914년)
- 페낭 전투 (1914년)
- 코로넬 전투 (1914년)
- 코코스 전투 (1914년)
- 포클랜드 전투 (1914년)

## 항공전
제1차 세계 대전은 비행기가 군사 작전에 처음으로 동원된 대규모 전쟁이었다. 삼국 협상과 중유럽 열강 모두 비행기를 광범위하게 군사 작전에 이용하였다.
- 제1차 세계 대전의 군용기
- 군용기 역사 (1914~1918)
- 전투기 에이스
- 제1차 세계 대전의 에이스 목록
- 제1차 세계 대전 중의 체펠린

## 같은 시기의 전쟁
몇몇 역사학자는 아래의 전쟁을 제1차 세계 대전의 일부로 간주한다. 이 전쟁들이 제1차 세계 대전의 시작과 직접 연결되든지, 종전 후에도 연관이 되기 때문이었다.

### 1914년 이전
- 1차 발칸 전쟁 (1912-1913)
- 2차 발칸 전쟁 (1913)

### 1917년 이후
- 러시아 내전 (1918년 ~ 1922년)
  - 러시아 북부 전역 (1918년 ~ 1919년)
  - 러시아의 서부를 향한 공세 (1918년 ~ 1919년)
- 폴란드-소비에트 연방 전쟁 (1919-1921)
- 그리스-터키 전쟁 (1919년 ~ 1922년)

## 더 읽어 보기
- 제1차 세계 대전